# 合流镇
合流镇，是中華人民共和國四川省鄰水縣下辖的一个乡镇级行政单位。2019年12月，撤销四海乡，将所属行政区域划归合流镇管辖。

## 行政区划
合流镇下辖以下地区：
大桥社区、苏家拱桥社区、合流村、红庙村、先锋村、玉河村、中心村、后坝村、绿化村、石庙村、灯盏村和高兴村。